# Центральный банк Кипра
Центральный банк Кипра (греч. Kεντρική Τράπεζα της Κύπρου, тур. Kıbrıs Merkez Bankası) — центральный банк Республики Кипр, расположенный в Никосии. Основан в 1963 году. В 2008 году Центральный банк Кипра стал членом Еврозоны.